# Jerzy Tosik-Warszawiak
Jerzy Jacek Tosik-Warszawiak (ur. 1953) – polski pianista, profesor sztuk muzycznych.

## Życiorys
W 1977 r. ukończył studia instrumentalistyki w Państwowej Wyższej Szkole Muzycznej w Krakowie, w 2011 r. uzyskał tytuł profesora sztuk muzycznych. Został pracownikiem naukowym w Instytucie Muzyki, Kolegium Nauk Humanistycznych Uniwersytetu Rzeszowskiego i w Akademii Muzycznej w Krakowie.

## Odznaczenia
- Brązowy Krzyż Zasługi (2020)[5]